# Comanche (Computerspielreihe)
Comanche ist eine Helikopterflugsimulation für den PC von NovaLogic, die den US-amerikanischen Kampf-Hubschrauber RAH-66 Comanche in den Mittelpunkt stellt. Bisher sind in der Reihe vier reguläre Teile erschienen.
Comanche beruht auf der Voxel-Space-Engine, die seit den frühen 90er Jahren bei vielen Simulationen von NovaLogic eingesetzt wurde. Sie bietet durch Voxel-Darstellung hohe Sichtweiten und realistische Landschaftsgrafik.
Im Mittelpunkt des Spiels steht aber nicht die fliegerische Beherrschung des Fluggeräts, die weitgehend von einer Automatik erledigt wird, sondern die Bekämpfung von Gegnern mit den zur Verfügung gestellten Waffen.

## Die Teile

### Comanche: Operation White Lightning
Die erste Version erschien im Jahr 1992. Produzent war die Firma NovaLogic, die erstmals auf die revolutionäre Voxel-Technologie in einem Video-Spiel setzte. Das Spiel bestand aus zwei Missionen, in denen jeweils 10 Kampfeinsätze gelöst werden mussten.
Der erste Teil (engl. Originaltitel: Comanche: Maximum Overkill) erschien Ende des Jahres 1992 für MS-DOS. In Deutschland wurde der erste Teil unter dem Tiel Comanche: Operation White Lightning veröffentlicht. Die Simulation setzte als erste ihrer Art die damals revolutionäre Voxel-Technik ein, welche eine realistische Darstellung von Landschaften zu allen Tageszeiten ermöglichte. Im Gegensatz zur dreidimensionalen Umgebung waren Objekte allerdings noch als Bitmaps dargestellt.
Das Spiel selbst war sehr actionbetont und ließ den Spieler mit seinem Helikopter und gelegentlich einem Flügelmann gegen die Kamow Ka-50-Hubschrauber und Kampfpanzer eines international agierenden Drogenkartells antreten.
Comanche: Operation White Lightning wurde auf 3,5″-Disketten ausgeliefert und setzte einen Intel 80386, 4 MB RAM und eine VGA-Grafikkarte voraus. Es lief unter MS-DOS 3.3 und höher und unterstützte zur Bedienung neben der Tastatur auch Joysticks beziehungsweise Flightsticks wie Thrustmaster FCS und WCS.
Für den ersten Teil erschienen 1993 zwei Erweiterungs-Disketten mit den Titeln Global Challenge (Originaltitel: Mission Disk 1) und Over the Edge. Zudem gab es 1994 eine CD-Version, welche das Hauptprogramm, die beiden Missionsdisketten und zehn Bonusmissionen enthielt.

### Comanche 2.0
Der zweite Teil erschien Anfang des Jahres 1995, bot spielerisch im Wesentlichen jedoch kaum Neuerungen. Allenfalls Grafik und Szenarien wurden modernisiert. Neu waren jedoch der Mehrspielermodus über Local Area Network und die Veröffentlichungspolitik: Das Spiel erschien in zwei Versionen: Comanche 2 und Werewolf, wobei jede Edition auf jeweils einen der beiden Hubschrauber-Kontrahenten Comanche oder Kamow Ka-50 fixiert war und entsprechende Missionen bot. Im Netzwerkmodus schließlich konnten Spieler beider Versionen gegeneinander kämpfen.

### Comanche 3
Comanche 3 erschien 1997 und nutzte die neue Version 2.0 der Voxel-Space-Engine. Auf diese Weise wurde die Grafik wesentlich modernisiert und bot auch VGA-Qualität in Auflösungen bis zu 640×480 Pixeln. Daneben bot diese Version des Spiels auch erstmals 3D-Objekte, mit denen die Landschaften ausstaffiert und Gegner dargestellt wurden.
Auch in simulationstechnischer Hinsicht war Version 3.0 ein großer Schritt nach vorne. Das Spiel bot ein realistisches Flugmodell und ebenso realistische Einsatzprofile, die nun auch einige befreundete Einheiten beinhalteten.
1998 erschien mit Comanche Gold eine Neuauflage von Comanche 3.0, die das Hauptprogramm um eine Reihe exklusiver, von ehemaligen Helikopterpiloten entworfene Gold-Missionen erweiterte. Das Spiel war zudem nun auf Windows portiert worden (ursprünglich war Comanche 3.0 noch ein DOS-Spiel).

### Comanche 4
Der vierte Teil erschien Anfang des Jahres 2002 und setzte als eines der ersten Spiele die Grafikschnittstelle DirectX 8.1 ein, womit damals revolutionäre Grafikeffekte wie die realistische Darstellung von Wasser möglich waren. In spielerischer Hinsicht setzte der vierte Teil dagegen wieder verstärkt auf Action; erstmals wurden Zwischensequenzen implementiert. Darüber hinaus war das Spiel auch in erster Linie mit der Maus steuerbar.
Dieser Rückschritt im Gegensatz zu Comanche 3 in Bezug auf den Realismus des Flugverhaltens sowie die Situation, einen Hubschrauber statt mit einem Joystick als Steuerknüppel mit Tastatur und Maus steuern zu müssen, stieß viele Flugsimulations-Fans ab.
Es ist möglich, per mitgeliefertem Mission Editor eigene Missionen zu erstellen.
Die überarbeitete Engine des Spiels fand später in Delta Force: Black Hawk Down sowie in Joint Operations erneut Verwendung.

### Comanche (2021)
Auf der Gamescom 2019 wurde ein neuer Teil der Comanche-Serie angekündigt. Es handelt sich um ein Multiplayerspiel, welches von Nukklear entwickelt und von THQ Nordic veröffentlicht wurde. Am 12. März 2020 startete die Early-Access-Phase des Spiels, welches entgegen der ursprünglichen Ankündigung auch über eine Einzelspieler-Kampagne verfügt. Der finale Release erfolgte am 26. August 2021.